# 挑発∞
「挑発∞」（ちょうはつむげんだい）は1983年10月13日に発売されたシブがき隊の7枚目のシングル。

## 解説
1983年、4枚目のシングルで媒体によっては両A面として扱っている記事も散見された。
「挑発∞」はサビの部分に3人それぞれによるセリフがある。
「XYZ」は、シブがき隊の初主演ドラマ『噂のポテトボーイ』主題歌。

## 収録曲
- 全作詞：売野雅勇／作曲：井上大輔／編曲：馬飼野康二

1. 挑発∞（3:45）
2. XYZ（3:25）